# Terry Fenwick
Terence William 'Terry' Fenwick (født 17. november 1959 i Seaham, County Durham) er en engelsk fodboldtræner og tidligere fodboldspiler. Han er i øjeblikket træner for C.S. Visé i Belgian Second Division. Som spiller var i klubber som Crystal Palace, Tottenham Hotspur og Swindon Town.
Han spillede desuden 20 kampe for det engelske fodboldlandshold. Han deltog ved VM i fodbold 1986 i Mexico.